# لارس سفينسون
لارس سفينسون (بالسويدية: Lars Svensson)‏ هو لاعب هوكي الجليد سويدي، ولد في 30 يونيو 1926 في ستوكهولم في السويد، وتوفي بنفس المكان في 25 يونيو 1999.

## وصلات خارجية
- لارس سفينسون على موقع EliteProspects.com (الإنجليزية)
- لارس سفينسون على موقع Eurohockey.com (الإنجليزية)
- لارس سفينسون على موقع أوليمبيديا (الإنجليزية)
- لارس سفينسون على موقع اللجنة الأولمبية السويدية (السويدية)